# The Many Moods of Tony
The Many Moods of Tony è un album in studio del cantante statunitense Tony Bennett, pubblicato nel 1964.

## Tracce
1. The Little Boy
2. When Joanna Loved Me
3. A Taste of Honey
4. Soon It's Gonna Rain
5. The Kid's a Dreamer (The Kid from Fool's Paradise)
6. So Long, Big Time!
7. Don't Walk Too Long
8. Caravan
9. Spring in Manhattan
10. I'll Be Around
11. You've Changed
12. Limehouse Blues